# 근육통
근육통(중국어: 筋肉痛, 영어: myalgia)은 근육의 통증으로, 여러 질병과 장애에 의해 발생하는 증상이다. 가장 흔한 원인으로는 근육을 과다하게 사용하였거나 감당할 수 있는 이상을 사용한 경우이다. 근육통은 종종 바이러스 감염에 의해서도 발생한다. 장기간의 근육통은 물질 대사의 근 질환에 의한 것일 수 있으며, 영양 결핍이나 만성 피로에 의한 것일 수도 있다.

## 원인
근육통의 가장 흔한 원인은 근육의 과다 사용, 부상 또는 스트레스이다. 근육통은 질병, 장애, 약제, 백신 접종의 반응으로도 발생할 수 있다. 근육통은 또한 심장 이식 수술 후에 급성 거부 반응의 징후가 되기도 한다.
가장 흔한 원인은 다음과 같다.
- 부상 또는 염좌
- 과다 사용: 근육을 너무 많이, 너무 급작스럽게, 너무 자주 사용할 경우
- 긴장 또는 스트레스

근육통은 다음의 원인으로도 발생할 수 있다.
- 다음과 같은 특정 약제들에 의해서도 발생한다.
  - 혈압을 낮추기 위한 ACE 억제제
  - 코카인
  - 콜레스테롤을 낮추기 위한 스타틴
- 피부근염
- 칼륨 또는 칼슘 부족 등 전해질 불균형
- 섬유 조직염(Fibromyalgia)
- 다음과 같은 감염들:
  - 독감
  - 라임병
  - 뎅구열
  - 출혈열
  - 근육 농양
  - 소아마비
  - 로키산 홍반열
  - 선모충병
- 낭창
- 다발성 근육통 류머티즘(Polymyalgia rheumatica)
- 다발성근염
- 횡문근변성

## 같이 보기
- 등척성 운동